# Înregistrator de zbor

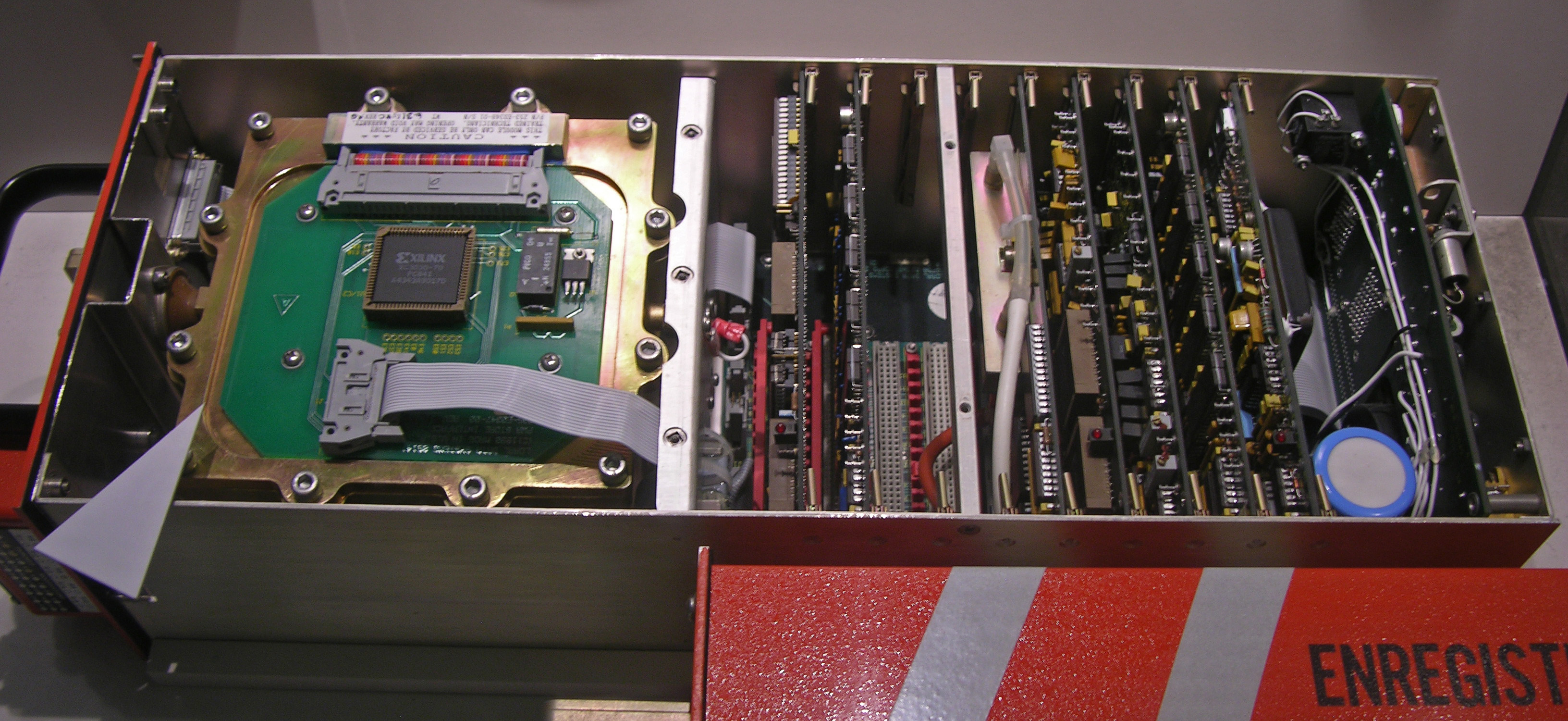
Interiorul unui înregistrator de date de zbor modern

Prin înregistrator de zbor (engleză flight recorder) se înțelege orice tip de înregistrator instalat într-o aeronavă în scopul completării investigațiilor în caz de accident sau incident. În limbaj comun acest dispozitiv mai este cunoscut sub numele de cutie neagră.
Pentru aviația generală, înregistratoarele de zbor sunt obligatorii doar pentru avioane cu o masă maximă certificată la decolare mai mare de 5700 kg, iar pentru elicoptere doar pentru cele cu o masă maximă certificată la decolare mai mare de 3175 kg. Înregistrările obținute cu ajutorul înregistratorului din cabina de pilotaj nu pot fi utilizate în alt scop decât cel de investigare a unui accident sau incident a cărui raportare este obligatorie, cu excepția cazului în care se obține consimțământul tuturor membrilor echipajului implicați. Datele înregistrate despre un accident sau incident care impune raportarea obligatorie se păstrează într-o formă accesibilă cel puțin 60 de zile dacă investigatorii nu dispun altfel.

## Descriere

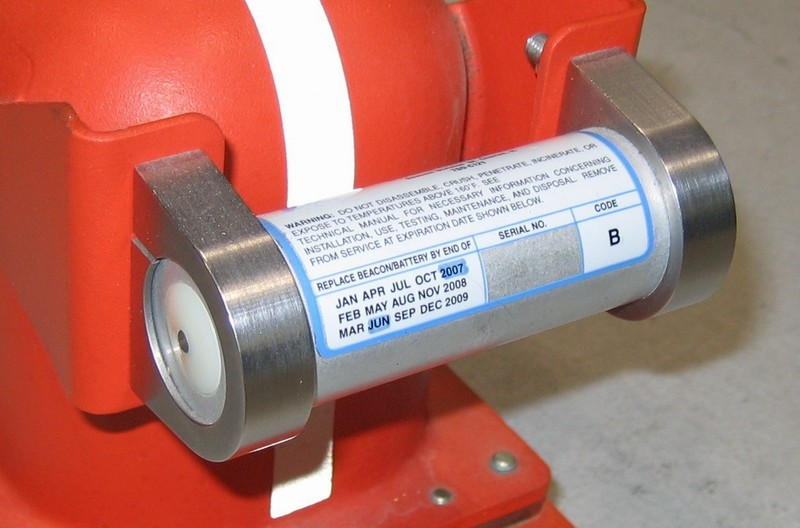
Baliză de localizare submarină

Un înregistrator de zbor este format din două componente: înregistratorul de voce (engleză cockpit voice recorder – CVR) și înregistratorul de date de zbor (engleză flight data recorder – FDR). Aceste înregistratoare trebuie să înceapă să înregistreze automat, înainte ca avionul sa înceapă deplasarea prin mijloace proprii, și să continue înregistrarea până la terminarea zborului, când avionul nu se mai poate deplasa prin mijloace proprii.
Înregistratoarele de date de zbor trebuie sa aibă un dispozitiv care să ajute la localizarea înregistratorului în apă. În imaginea alăturată este prezentată o baliză de localizare submarină de tip Dukane DK120 atașată unui înregistrator de date. Este piesa de culoare albă, are o lungime de 10 cm și emite semnale ultrasonore detectabile de la 6 km.
Cele două înregistratoare pot fi realizate fizic și sub forma unui înregistrator combinat.

### Înregistratorul de voce

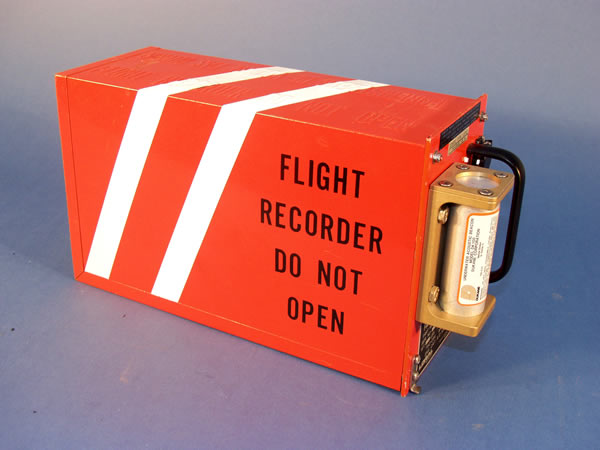
Înregistrator de voce

Înregistratorul de voce trebuie să înregistreze sunetele din cabina de pilotaj:
- comunicațiile prin voce transmise din sau recepționate prin radio, inclusiv mesaje automate cu condiții meteorologice;
- mediul sonor din cabină (zgomotul motoarelor, sunetele scoaterii sau ridicării trenului de aterizare, diverse zgomote care indică momentul acționării diferitelor comenzi sau producerii unor evenimente);
- semnalele vocale sau audio transmise în cască sau difuzor;
- comunicațiile verbale prin interfon ale piloților;
- comunicațiile verbale ale piloților către pasageri, dacă există un asemenea sistem de adresare.

Înregistratorul de voce trebuie să fie capabil să rețină informațiile înregistrate cel puțin pentru ultimele 30 de minute de funcționare.

### Înregistratorul de date de zbor

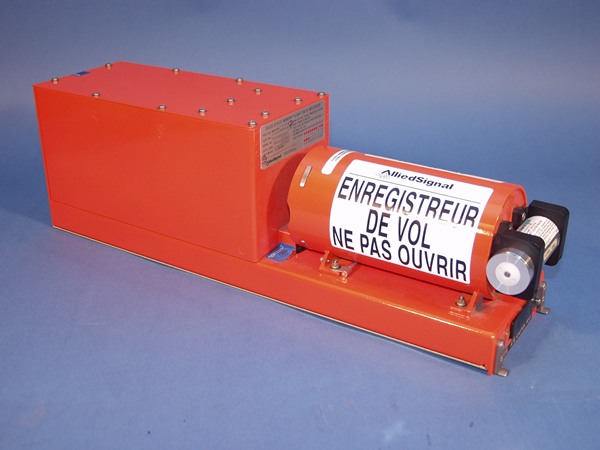
Înregistrator de date de zbor

Înregistratorul de date de zbor trebuie sa înregistreze:
- cel puțin parametrii: timp, temperatură exterioară a aerului, altitudine barometrică, viteză, direcție de zbor (cap), accelerație longitudinală și transversală, tangaj, ruliu, codarea transmisiei radio manuale, tracțiune/putere pentru fiecare motor și poziția manetei de tracțiune/putere din cabina de pilotaj;[8]
- poziția flapsurilor (sau poziția comenzii din cabina de pilotaj);
- poziția voleților de bord de atac (sau poziția comenzii din cabina de pilotaj);
- poziția frânei acționate prin contactul cu solul și/sau selectarea frânelor aerodinamice;
- statutul reversorului de tracțiune;
- statutul pilotului automat.

Pentru avioanele cu o masă maximă certificată la decolare mai mare de 27 000 kg înregistratorul trebuie să înregistreze și:
- poziția suprafețelor de control (eleroane, ampenaje și trimerul de tangaj) și/sau comanda pilotului;
- altitudinea radio;
- viteza față de sol;
- la aterizare: altitudinea (radioaltimetru), deviația verticală (ILS sau MLS), deviația orizontală (ILS sau MLS), survolul balizei marker, avertizările (apropierea de sol, unghiul de atac, eventuala scădere a presiunii în sistemele hidraulice și pneumatice), statutul trenului de aterizare.

Dacă unii dintre acești parametri pot fi deduși din analiza altora, sau lipsa lor este acceptabilă pentru autoritatea aeronautică, nu este nevoie ca ei să fie înregistrați.
Înregistratorul de date de zbor trebuie să fie capabil să rețină informațiile înregistrate cel puțin pentru ultimele 25 de ore de funcționare.
Noile înregistratoare de zbor monitorizează 88 de parametri importanți, și pot înregistra chiar până la 1000 de parametri de zbor.